# 南义镇
南义镇，是中华人民共和国江西省九江市瑞昌市下辖的一个乡镇级行政单位。

## 行政区划
南义镇下辖以下地区：
南兴社区、王家铺村、东升村、新明村、美源村、美景村、乐园村、前进村、朝阳村、新福村、程家村、杨段村、和平村和农科所生活区。